# Ieremia (marinar fictiv)
Ieremia este unul din marinarii echipajului goeletei Speranța, fost pușcaș de elită al Armatei Române, personaj fictiv al romanului Toate pînzele sus!, al scriitorului Radu Tudoran, respectiv unul din personajele principale al serialului de televiziune al Televiziunii Naționale Române aproape omonim, Toate pînzele sus, adaptarea cinematografică a romanului. 
Actorul piteștean, fost actor al Teatrului Radu Stanca din Sibiu, Sebastian Papaiani, l-a interpretat pe pușcașul-marinar Ieremia.

## Episoade
Ieremia apare în toate cele 12 episoade ale serialului de televiziune.